# Mummy: The Resurrection
Mummy: The Resurrection (deutscher Titel Mumien: Die Wiedergeburt) ist ein Pen-&-Paper-Rollenspiel in zwei Bänden, das in der fiktiven Spielwelt Welt der Dunkelheit (World of Darkness) angesiedelt ist. Die Reihe erschien beim US-amerikanischen Verlag White Wolf. Von Feder und Schwert wurde aber nur das Grundbuch in deutscher Sprache veröffentlicht.
Das Spiel entstammt der „Classic World of Darkness“ und greift thematisch weltumspannende Ereignisse in der Spielwelt auf, um die neue Spielmechanik und Veränderungen im Spiel zu erklären.

## Herkunft
Mumien waren seit der ersten Edition Teil der Spielwelt. In den Büchern A World of Darkness: Mummy (1995; ISBN 1-56504-026-0) und Mummy (2nd Edition) (1996; ISBN 1-56504-206-9) wurden diese Wesen ursprünglich beschrieben, um als Charaktere in der Spielwelt sowohl für Spieler als auch für Spielleiter zu fungieren. Dies Bücher verwoben die ägyptischen Mumien auch stark mit den Hintergründen der ebenfalls in der Spielwelt angesiedelten Rollenspiele Vampire: The Masquerade und Werewolf: The Apocalypse.
Die in diesen Büchern beschrieben Mumien besaßen Körper, die sich nach dem Tod wiederbelebten und dazu zur Not selbst neu bildeten. Dieser Vorgang benötigt in der Spielwelt jedoch eine relativ lange Zeit, während die Seele bzw. der Geist der Mumie in einem Teil des Totenreiches weilt, das der Beschreibung der Totenreiche aus dem ebenfalls in der Spielwelt angesiedelten Rollenspiel Wraith: The Oblivion entspricht. In den Jahren 1999 bis 2000 in der Spielwelt treten jedoch verschiedene Ereignisse ein, die in Mummy: The Ressurection aufgegriffen werden, dazu gehört in speziellem die Verwüstung der Totenreiche und Vernichtung zahlloser Seelen, die mit dem Ende der Spielserie Wraith: The Oblivion ein herging.

## Mumien: Die Wiedergeburt
Spieler dieses Spiel übernehmen die Rolle einer der „neuen“ Mumien, die beginnend mit dem Jahr 2000 auftauchen und die aus einer Seelenverschmelzung der jahrtausende-alten Mumien der vorherigen Editionen mit der Seele eines gerade verstorbenen entstehen.

### Romane
| Deutsch (Feder & Schwert) | Deutsch (Feder & Schwert) | Deutsch (Feder & Schwert) | Englisch (White Wolf)                                            | Englisch (White Wolf) | Englisch (White Wolf) |
| Name                      | Jahr                      | ISBN                      | Name                                                             | Jahr                  | ISBN                  |
| ------------------------- | ------------------------- | ------------------------- | ---------------------------------------------------------------- | --------------------- | --------------------- |
| Herolde des Sturms        | 2002                      | ISBN 3-935282-53-2        | Year of the Scarab Trilogy, Book 1: Heralds of the Storm (10020) | 2001                  | ISBN 1-56504-857-1    |
| In der Löwengrube         | 2002                      | ISBN 3-935282-62-1        | Year of the Scarab Trilogy, Book 2: Lay Down With Lions (10021)  | 2001                  | ISBN 1-58846-803-8    |
| Das Land der Toten        | 2002                      | ISBN 3-935282-63-X        | Year of the Scarab Trilogy, Book 3: Land of the Dead (10022)     | 2001                  | ISBN 1-58846-804-6    |

Hinweis: Charaktere aus dieser Reihe kommen auch in der Kurzgeschichtensammlung Inherit the Earth (ISBN 1-56504-839-3) vor, die zum „Welt der Dunkelheit“-Spiel Hunter: The Reckoning gehört.

### Spielregeln
Neben Mummy: The Ressurection sind hier auch die älteren Quellenbücher zu Mumien in der „Welt der Dunkelheit“ aufgeführt.
| Deutsch (Feder & Schwert) | Deutsch (Feder & Schwert) | Deutsch (Feder & Schwert) | Englisch (White Wolf)               | Englisch (White Wolf) | Englisch (White Wolf) |
| Name                      | Jahr                      | ISBN                      | Name                                | Jahr                  | ISBN                  |
| ------------------------- | ------------------------- | ------------------------- | ----------------------------------- | --------------------- | --------------------- |
| -                         | -                         | -                         | A World of Darkness: Mummy (WW2221) | 1995                  | ISBN 1-56504-026-0    |
| -                         | -                         | -                         | Mummy (2nd Edition) (WW2224)        | 1996                  | ISBN 1-56504-206-9    |
| Mumien: Die Wiedergeburt  | 2002                      | ISBN 3-935282-38-9        | Mummy: The Resurrection (WW2380)    | 2001                  | ISBN 1-58846-203-X    |
| -                         | -                         | -                         | Mummy Players Guide (WW2381)        | 2002                  | ISBN 1-58846-235-8    |